# Bironella confusa
Bironella confusa är en tvåvingeart som beskrevs av Bonne-wepster 1951. Bironella confusa ingår i släktet Bironella och familjen stickmyggor. Inga underarter finns listade i Catalogue of Life.